# San Andreas (Califórnia)
San Andreas é uma região censitária localizada no estado americano da Califórnia, no condado de Calaveras, do qual é sede.

## Geografia
De acordo com o United States Census Bureau, a cidade tem uma área de 21,73 km², onde 21,70 km² estão cobertos por terra e 0,03 km² por água.

## Demografia
Segundo o censo nacional de 2010, a sua população é de 2 783 habitantes e sua densidade populacional é de 128,22 hab/km². Possui 1 311 residências, que resulta em uma densidade de 60,40 residências/km².

## Lista de marcos
A relação a seguir lista as entradas do Registro Nacional de Lugares Históricos em San Andreas.
- Calaveras County Courthouse
- John J. Synder House
- Thorn House